# 大沃格湖
49°52′22″N 8°40′10″E / 49.87278°N 8.66944°E

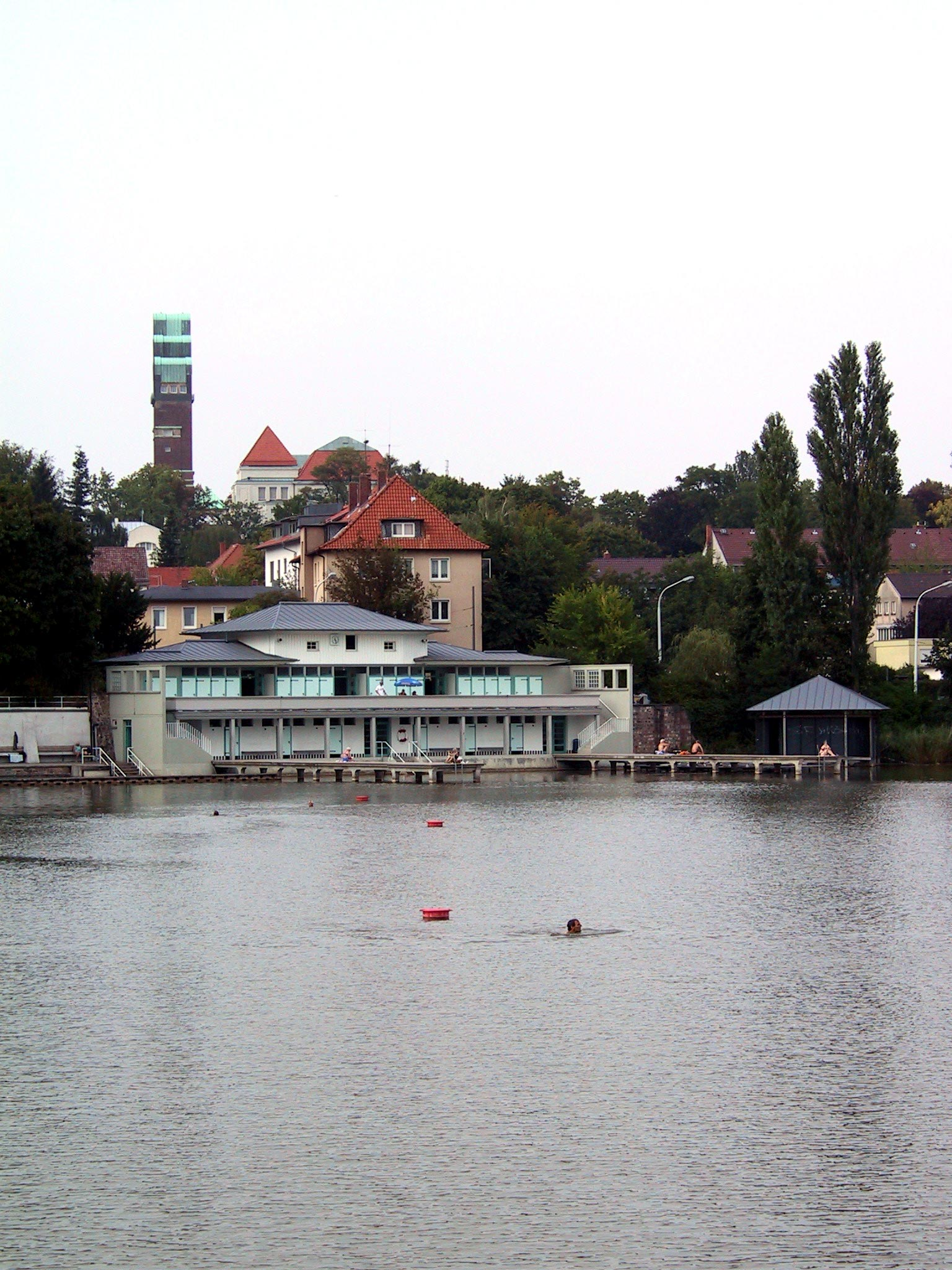

大沃格湖（德語：Großer Woog），是德國的人工湖泊，位於該國中部，由黑森州負責管轄，處於達姆施塔特東側，面積0.06平方公里，海拔高度160米，平均水深1.8米，最大水深3.4米。